# Радченко (Тверська область)
Радченко (рос. Радченко) — смт в Конаковському районі Тверської області Російської Федерації.
Населення становить 1317 осіб. Входить до складу муніципального утворення селище Радченко.

## Історія
Від 2005 року входить до складу муніципального утворення селище Радченко.

## Населення
| 1989  | 2002  | 2009  | 2010  | 2012  | 2013  | 2014  |
| ----- | ----- | ----- | ----- | ----- | ----- | ----- |
| 2562  | ↘2089 | ↘1761 | ↘1537 | ↘1515 | ↘1467 | ↘1436 |
| 2015  | 2016  | 2017  | 2018  | 2019  | 2020  | 2021  |
| ↗1437 | ↘1401 | ↗1408 | ↗1411 | ↘1379 | ↘1354 | ↘1317 |